# Sedlec (Moravia meridionale)
Sedlec (in tedesco Voitelsbrunn) è un comune della Repubblica Ceca facente parte del distretto di Břeclav, in Moravia Meridionale.